# Steuerliches Einlagekonto
Das steuerliche Einlagekonto ist eine Rechengröße im deutschen Körperschaftsteuerrecht. Es kennzeichnet den Betrag der Einlagen, die von den Gesellschaftern über das Stammkapital hinaus einer Kapitalgesellschaft zugeflossen sind. In diesem Umfang gelten Auszahlungen der Gesellschaft an die Gesellschafter nicht als Ausschüttungen, können also steuerfrei erfolgen.

## Rechtsgrundlage
Die Führung des steuerlichen Einlagekontos wird in § 27 KStG geregelt. Sonderfälle sind von §§ 28 und 29 KStG erfasst, und zwar von § 28 KStG die Kapitalerhöhung und die Kapitalherabsetzung, von § 29 KStG die Umwandlung der Kapitalgesellschaft.
Das steuerliche Einlagekonto wird nur für unbeschränkt steuerpflichtige Kapitalgesellschaften geführt. Im europäischen Ausland ansässige, nicht in Deutschland unbeschränkt steuerpflichtige Kapitalgesellschaften werden vom Gesetzgeber in § 27 Abs. 8 KStG geregelt. Für Kapitalgesellschaften aus Drittstaaten hat der Gesetzgeber eine Regelung versäumt; hier ist die Kapitalrückzahlung unter unmittelbarer Anwendung der europarechtlichen Kapitalverkehrsfreiheit steuerfrei.

## Regelungsinhalt
Die Kapitalgesellschaft führt ein besonderes Konto, das steuerliche Einlagekonto. Dieses wird zum Schluss eines jeden Jahres vom Finanzamt gesondert festgestellt. Die Einlagen, die die Gesellschafter der Gesellschaft im Laufe des Jahres über das Stammkapital hinaus zukommen lassen, erhöhen das steuerliche Einlagekonto.
Zahlungen von der Gesellschaft an die Gesellschafter wirken sich nach einer gesetzlich vorgegebenen Verwendungsreihenfolge (§ 27 Abs. 1 Satz 3 KStG) auf das steuerliche Einlagekonto aus:
- Soweit die Gesellschaft zum Schluss des Vorjahres einen ausschüttbaren Gewinn im Sinne des § 27 Abs. 1 Satz 5 KStG in ihrer Bilanz hatte, gilt zunächst dieser als verwendet. Insoweit handelt es sich um eine steuerpflichtige Ausschüttung.
- Die darüber hinaus gehenden Zahlungen gelten als Einlagenrückgewähr, wenn die Gesellschaft eine entsprechende Bescheinigung rechtzeitig ausstellt. Sie mindern das steuerliche Einlagekonto und sind steuerfrei. Das steuerliche Einlagekonto kann dabei nicht negativ werden (Ausnahme: organschaftliche Mehrabführungen gem. § 27 Abs. 1 S. 4 KStG).
- Wenn das steuerliche Einlagekonto ausgeschöpft ist, gelten darüber hinaus gehende Zahlungen wieder als steuerpflichtige Ausschüttung.
- Wenn die Gesellschaft die Bescheinigung über die Einlagenrückgewähr nicht rechtzeitig ausstellt, gelten die Zahlungen in jedem Fall als steuerpflichtige Ausschüttung.

## Praktische Relevanz
Das steuerliche Einlagekonto wird jährlich vom Finanzamt festgestellt. Diese Feststellung hat keine unmittelbaren Zahlungsauswirkungen. Deswegen werden Einlagen, die das steuerliche Einlagekonto erhöhen, in der Praxis häufig vernachlässigt. Erst Jahre später, wenn das steuerliche Einlagekonto benötigt wird, um eine Auszahlung der Gesellschaft an die Gesellschafter steuerfrei zu stellen, werden solche Fehler bemerkt. Das führt zu Versuchen der Steuerpflichtigen, die Bescheide über das steuerliche Einlagekonto zu ändern; dagegen sind die Bestandskraft und die Feststellungsverjährung durch Zeitablauf zu berücksichtigen.
Dass die Einlagenrückgewähr steuerfrei ist, verhindert eine Doppelbesteuerung. Anderenfalls könnte es passieren, dass ein Gesellschafter in eine Gesellschaft investiert und bei der Auflösung der Gesellschaft nicht nur die Gewinne besteuert werden, sondern zusätzlich die Investitionssumme selbst wie ein Gewinn besteuert wird.
Die gesetzlich vorgeschriebene Verwendungsreihenfolge sorgt jedoch dafür, dass nicht jede Rückzahlung von Investitionen steuerfrei ist. Vorrangig werden nämlich solche Rückzahlungen wie Gewinnausschüttungen besteuert, wenn die Gesellschaft Gewinne in der Bilanz stehen hat. Im Gegenzug werden spätere Gewinnausschüttungen wie Rückzahlungen steuerfrei gestellt. Das führt zu einer zeitlichen Verschiebung zwischen dem tatsächlichen Sachverhalt und dem Sachverhalt, den das Gesetz der Besteuerung zugrunde legt.
Für die betroffenen Steuerpflichtigen problematisch ist, dass eine Einlagenrückgewähr nur anerkannt wird, wenn die Gesellschaft eine Bescheinigung über die Einlagenrückgewähr rechtzeitig ausstellt. Wird eine verdeckte Gewinnausschüttung nachträglich entdeckt, so ist diese stets steuerpflichtig, auch wenn die Gesellschaft gar keinen ausschüttbaren Gewinn hatte. Teile der Literatur sprechen sich dafür aus, eine nachträglich erteilte Bescheinigung zumindest dann anzuerkennen, wenn die Gesellschaft ohne ihr Verschulden an der rechtzeitigen Erteilung verhindert war.